# Sebastian Lüning
Sebastian Lüning (* 1970) ist ein deutscher Geologe, Manager und Autor. Er war Afrikaexperte beim Öl- und Gasunternehmen RWE Dea und arbeitete bis 2021 für Galp Energia. Mediale Rezeption erfuhr er durch die Veröffentlichung des Buches Die kalte Sonne, in dem er zusammen mit Fritz Vahrenholt eine Reihe grundlegender Erkenntnisse der Klimaforschung bestreitet und u. a. behauptet, eine Veränderung der Sonnenaktivität und nicht die menschlichen Einflüsse seien möglicherweise die Hauptursache für die globale Erwärmung.

## Leben und Wirken
Lüning absolvierte sein Studium an der Universität Göttingen und schloss es 1994 mit dem Diplom ab. Für seine Doktorarbeit an der Universität Bremen untersuchte er die Oberkreide und das Alttertiär der Sinai-Halbinsel in Ägypten. Von 1997 bis 2000 war er als Postdoc in London und arbeitete an paläozoischen Sedimentbecken der Sahara mit Schwerpunkten im Bereich Schwarzschiefer und Erdölgeologie. Im Anschluss kehrte er nach Bremen zurück, wo er ein Projekt zu Cenoman-Turon-Schwarzschiefern Nordafrikas bearbeitete und sich dazu habilitierte. Im Wintersemester 2005/2006 war Lüning Gastdozent am Institut für Geologische Wissenschaften der Universität Wien. Im Jahr 2007 wurde Lüning von den Staatlichen Naturhistorischen Sammlungen Dresden mit dem Hanns-Bruno-Geinitz-Preis ausgezeichnet. Der Preis wird für die Bereiche Dissertation/Habilitation sowie Diplom vergeben. Von 2007 bis 2012 war er als Afrikaexperte beim Öl- und Gasunternehmen RWE Dea beschäftigt. Von 2012 bis 2021 war er Chefgeologe, Manager und Business Developer für den Bereich New Ventures beim  Öl- und Gaskonzern Galp Energia, dem größten Unternehmen Portugals.

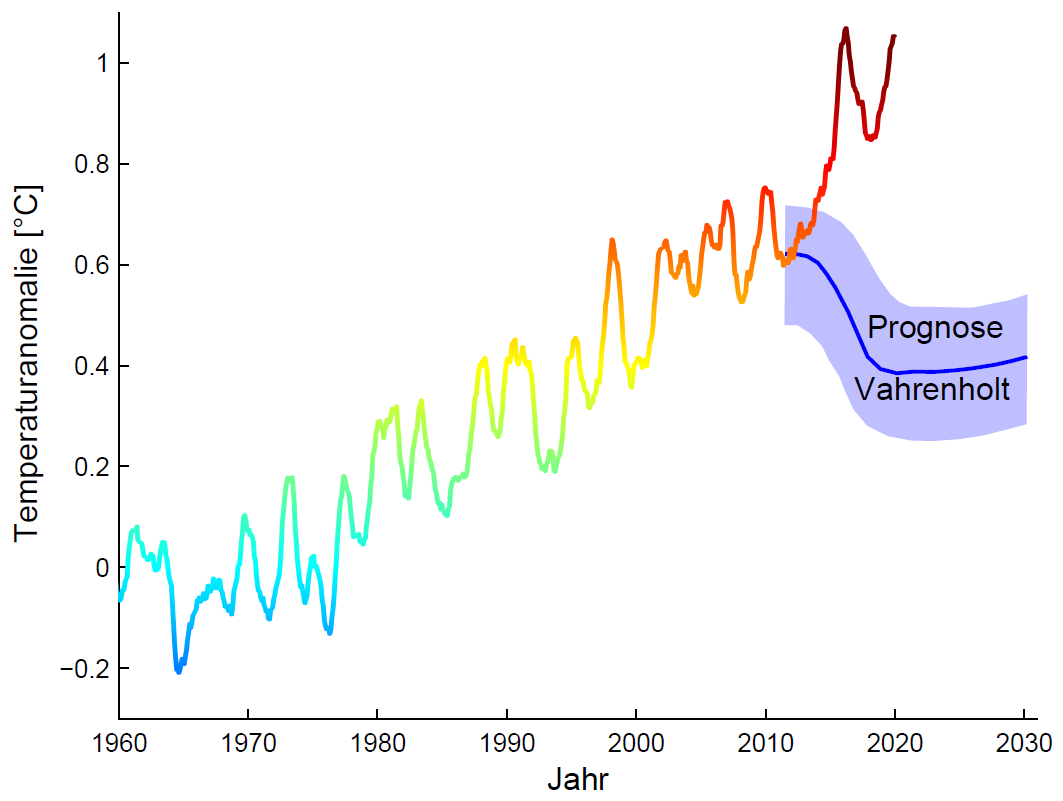
Daten der globalen Temperatur der NASA (gleitendes Mittel über 12 Monate) im Vergleich zur Prognose für die globale Temperatur bis 2030 von Vahrenholt und Lüning (nach Die kalte Sonne, Abb. 73.), Stand Juli 2020.

Öffentliche Bekanntheit erlangte Lüning, als er Anfang 2012 zusammen mit dem ehemaligen Hamburger Umweltsenator und Shell- und RWE-Manager Fritz Vahrenholt das Buch Die kalte Sonne  mit klimaskeptischen Thesen veröffentlichte. Die Bild-Zeitung veröffentlichte im Vorfeld Auszüge aus dem Buch unter dem Titel Die CO2-Lüge. Kernthese des Buches ist, dass Kohlenstoffdioxid kaum zur globalen Erwärmung beiträgt, sondern vor allem Änderungen der Sonnenaktivität und von Meeresströmungen die Ursache seien. Sie erwarteten, dass es durch die abnehmende Sonnenaktivität in den nächsten Jahrzehnten zu einer Abkühlung kommen und die zukünftige Erwärmung sehr viel geringer ausfallen werde als z. B. vom IPCC („Weltklimarat“) prognostiziert. Zudem wird in dem Buch die Position vertreten, die globale Erwärmung sei ein Mittel, um Klimaforschern Arbeitsplätze, Prestige und Forschungsgelder zu verschaffen und über Gesetze die Freiheit der Bürger einzuschränken. Zahlreiche Journalisten sowie Energie- und Klima-Experten widersprachen den Thesen des Buches und seiner politischen Forderung, sich „mehr Zeit“ beim Umbau des Energiesystems zu lassen.
In der Fachwelt wurden die im Buch aufgestellten Thesen einhellig verworfen. Mehrere Wissenschaftler sagten, sie seien in dem Buch falsch wiedergegeben worden. Unter anderem kritisierte der zitierte Statistiker Manfred Mudelsee, dass Vahrenholt und Lüning selbst nach seinem Hinweis, dass seine Arbeit keine Sonnenzyklen belege, dies weiterhin auf ihrem Blog behaupteten. Er fühle sich deshalb von Vahrenholt und Lüning bewusst instrumentalisiert. Der Klimaforscher Hans von Storch, selbst ein Kritiker einer zu „alarmistischen“ Deutung der Klimawissenschaft, urteilte: „Es scheint, dass Fritz Vahrenholt und sein Koautor Sebastian Lüning einfach Rosinenpickerei betrieben haben – also das, was sie ihren Gegnern vorwerfen.“
2020 veröffentlichte Lüning zusammen mit Fritz Vahrenholt das Buch Unerwünschte Wahrheiten – Was Sie über den Klimawandel wissen sollten. Darin fassen die beiden Autoren ihre Sicht auf den Stand der Klimaforschung zusammen. Gemäß Volker Mrasek betreiben seine Autoren nur wieder das übliche „Bashing der etablierten Klimawissenschaft“. Der Klimatologe Jochem Marotzke sagte, es sei „die übliche Mischung aus einigen wenigen korrekt dargestellten Sachen, vielen Verdrehungen, vielen Sachen, die aus dem Zusammenhang gerissen sind, und vielem, was einfach falsch ist.“
Laut NZZ am Sonntag ist Lüning „überall“ zu finden: „An Heartland-Konferenzen, an Eike-Konferenzen, bei der AfD-Fraktion im Bundestag, in der fossilen Industrie“. Zudem sei er Privatforscher am sogenannten Institut für Hydrographie, Geoökologie und Klimawissenschaften, einem aus Lüning und einer weiteren Person bestehenden Verein, dessen Ziel im Finden eines Beweises dafür bestehe, dass Kohlendioxid nicht zwangsläufig der Haupttreiber der gegenwärtigen globalen Erwärmung sei. Die NZZ-Autoren attestieren ihm, eloquent und kritisch zu sein, weisen jedoch ebenfalls auf Widersprüche in seiner Argumentation hin. So nenne er sich einerseits unabhängig, andererseits sei er beruflich auf der Suche nach Öl- und Gasvorkommen für die fossile Energieindustrie. Ebenso nenne er sich selbst einen „gemäßigten Skeptiker“, publiziere zugleich aber auch zusammen mit EIKE-Pressesprecher und Klimawandelleugner Horst-Joachim Lüdecke. Zudem kritisieren die NZZ-Autoren den rauen Ton auf dem gemeinsam von Lüning und Vahrenholt betriebenen Kalte-Sonne-Blog, „der an die Männer vom Klimamanifest“ erinnere. So würde dort unter anderem der Klimaforscher und IPCC-Leitautor Reto Knutti als „Klima-Aktivist“ bezeichnet und ihm vorgeworfen, er neige zu „antiwissenschaftlicher“ Hybris und leide an „Kritikunfähigkeit“.
2013 war Lüning einer der Autoren eines vom Heartland Institute herausgegebenen Berichts des NIPCC, einer von Fred Singer gegründeten Gruppe, die den menschengemachten Klimawandel bestreitet und als Gegenorganisation zum IPCC konzipiert wurde.
Lüning veröffentlicht regelmäßig in begutachteten klimawissenschaftlichen Fachzeitschriften. Sein Forschungsschwerpunkt liegt in der Paläoklimatologie, wobei er Leitautor mehrerer klimahistorischer Synthesen zur Mittelalterlichen Klimaanomalie auf der Südhalbkugel war. In weiteren Arbeiten beschäftigte er sich mit der natürlichen Klimavariabilität von Niederschlägen und Temperaturen während der instrumentellen Messära in Europa und Afrika.
Lüning ist Gründungsmitglied der internationalen Kampagne Clexit (kurz für „Climate Exit“), welche den Austritt aus internationalen Klimaabkommen wie dem Übereinkommen von Paris erreichen möchte. Zu den acht weiteren Unterstützern aus Deutschland gehörten u. a. Dieter Ameling (Mitglied Fachbeirat EIKE e. V.), Michael Limburg (Vizepräsident EIKE e. V. und AfD-Mitglied), Wolfgang Thüne. Präsident der Gruppe ist Christopher Monckton. Vizepräsident ist Marc Morano. Weitere internationale Mitglieder des Vorstands der Gruppe sind u. a. Václav Klaus, William Happer und Willie Soon. Der Standard schrieb im Jahr 2018, Clexit habe eine Website, stelle einen Forderungskatalog auf, habe jedoch weder ein Impressum, noch gebe die Gruppe eine Telefonnummer an.
Lüning ist nach eigenen Angaben von Anfang 2022 Mitglied der FDP. Die AfD schlug Lüning 2020 als Fachmann für den Umweltausschuss des Bayerischen Landtags vor.

## Veröffentlichungen (Auszug)
- S. Lüning, M. Gałka, F. P. Bamonte, F. G. Rodríguez, F. Vahrenholt: The Medieval Climate Anomaly in South America. In: Quaternary International. 2018. doi:10.1016/j.quaint.2018.10.041.
- S. Lüning, M. Gałka, I. B. Danladi, T. A. Adagunodo, F. Vahrenholt: Hydroclimate in Africa during the Medieval Climate Anomaly. In: Palaeogeogr., Palaeoclimatol., Palaeoecol. Band 495, 2018, S. 309–322, doi:10.1016/j.palaeo.2018.01.025.
- S. Lüning, M. Gałka, F. Vahrenholt: Warming and cooling: The Medieval Climate Anomaly in Africa and Arabia. In: Paleoceanography. Band 32, Nr. 11, 2017, S. 1219–1235, doi:10.1002/2017PA003237.
- L. Laurenz, H.-J. Lüdecke, S. Lüning: Influence of solar activity on European rainfall. In: Journal of Atmospheric and Solar-Terrestrial Physics. Band 185, 2019, S. 29–42, doi:10.1016/j.jastp.2019.01.012 (englisch)
- H.-J. Lüdecke, G. Müller-Plath, M. G. Wallace, S. Lüning: Decadal and multidecadal natural variability of African rainfall. In: Journal of Hydrology: Regional Studies. Volume 34, 2021, 100795, doi:10.1016/j.ejrh.2021.100795 (englisch).

## Bücher
- mit Fritz Vahrenholt: Die kalte Sonne. Warum die Klimakatastrophe nicht stattfindet. Hoffmann und Campe, Hamburg 2012, ISBN 978-3-455-50250-3. (polnische Ausgabe: Zimne słońce: dlaczego katastrofa klimatyczna nie nadchodzi. Wydawnictwo Aletheia, Warszawa 2014, ISBN 978-83-62858-61-3; englische Ausgabe: The neglected sun: why the sun precludes climate catastrophe. Stacey Internat., London 2013, ISBN 978-1-909022-24-9.).
- mit Fritz Vahrenholt: Unerwünschte Wahrheiten. Was Sie über den Klimawandel wissen sollten. Langen Müller Verlag, München 2020, ISBN 978-3-7844-3553-4.
- mit Fritz Vahrenholt: Unanfechtbar? Der Beschluss des Bundesverfassungsgerichts zum Klimaschutz im Faktencheck. Langen Müller Verlag, München 2021, ISBN 978-3-7844-3618-0.